# Testautomatisierung
Unter Testautomatisierung (auch Testautomation) ist die Automatisierung von Aktivitäten im Test zu verstehen, sowohl beim Softwaretest als auch bei Hardware.

## Motivation
In der Softwareentwicklung ist es besonders wichtig, einen festen, definierten Status der Software zu kennen, so z. B.:
- Ist die jetzige, neue Softwareversion besser als die alte Version?

Automatische Tests, die nach dem Einspielen einer Änderung unerwünschte Auswirkungen auf andere Funktionen abtesten, werden Regressionstests genannt. Sie machen Software bezüglich ihrer Qualität erst messbar und zeigen mögliche Nebeneffekte von vorgenommenen Änderungen direkt und erkennbar an. Sie dienen als direkte Rückkopplung für Entwickler und für Tester, die unter Umständen nicht in der Lage sind, das Gesamtsoftwaresystem auf einmal zu überschauen, sowie zur Erkennung von Nebeneffekten und Folgefehlern.
Die Testautomatisierung liefert demnach eine Metrik, die Anzahl erfolgreicher Testfälle pro Testlauf. Dadurch können folgende Fragen beantwortet werden:
- Wann ist eine neue Anforderung durch eine Software vollständig erfüllt?
- Wann ist ein Programmfehler behoben?
- Wann ist die Arbeit des Entwicklers beendet?
- Wer ist zu welchem Zeitpunkt wofür verantwortlich?
- Welche Qualität hat eine neue Software-Version (siehe Entwicklungsstadium (Software))?
- Ist die neue Software-Version qualitativ besser als die vorherige Version?
- Hat ein behobener Fehler oder eine neue Anforderung eine Auswirkung auf bestehende Software (Änderung des Verhaltens der Software)?
- Ist sichergestellt, dass der Echtbetrieb mit der neuen Software erfolgreich und sicher ist?
- Was beinhaltet die Software tatsächlich an neuer Funktionalität sowie etwaigen Fehlerkorrekturen; ist dies nachvollziehbar?
- Lässt sich der Liefertermin der Software noch einhalten, wenn eine Einschätzung der momentanen Qualität der Software nicht möglich ist?

Zur Beispielfrage: „Wann ist ein Programmfehler behoben?“ lautet die Antwort in diesem Fall:
„Genau dann, wenn alle schon existierenden Testfälle und auch die für den Programmfehler selbst geschriebenen Testfälle erfolgreich beendet wurden.“
Eine Rückmeldung liefert nur der ständige Test, und dieser ist durch Automatisierung erst möglich und realisierbar.
Ein weiterer Vorteil der Testautomatisierung ist die Beschleunigung des Entwicklungsprozesses. Wo bei Software-Projekten ohne Automatisierung die Produktion, die Installation und der Test nacheinander manuell durchgeführt werden, können bei vollautomatisierten Projekten (also wenn außer dem Test auch Produktion und Installation automatisierbar sind) diese drei Schritte automatisch nacheinander gestartet werden, z. B. in einem nächtlichen Lauf. Je nach Umfang des Projektes kann man gegebenenfalls diesen Ablauf abends starten und am nächsten Morgen das Testergebnis verfügbar haben.

## Automatisierbare Aktivitäten
Prinzipiell lassen sich folgende Aktivitäten automatisieren:
- Testfallerstellung
  - Testdatenerstellung
  - Testskripterstellung
- Testdurchführung
- Testauswertung
- Testdokumentation
- Testadministration

### Testfallerstellung
Abhängig vom verwendeten Format zur Beschreibung eines Testfalles
lässt sich die Testfallerstellung automatisieren, indem höhersprachliche Beschreibungen (Testspezifikationen) in dieses Format transformiert werden. Zur Testspezifikation werden Sprachen unterschiedlicher Abstraktionsstufe verwendet: einfache tabellenartige Notationen für Testdaten und Funktionsaufrufe, Skriptsprachen (z. B. Tcl, Perl, Python), imperative Sprachen (z. B. C, TTCN-3), objektorientierte Ansätze (JUnit) und deklarative und logische Formalismen sowie modellbasierte Ansätze (z. B. TPT). Dabei wird eine weitgehende und möglichst vollautomatische Übersetzung von Artefakten in einer maschinenfernen fachlichen Sprachebene in Artefakte in einer maschinennahen technischen Sprachebene angestrebt. Ein anderer Ansatz ist es, die Testfallerstellung anhand von zu deklarierenden Geschäftsobjekten dynamisch zu generieren. Liegt eine Testspezifikation nicht schon in ablauffähiger Form vor, sondern in einer nicht ausführbaren Sprache (z. B. UML, Excel-Tabelle, oder ähnliches), kann diese unter Umständen mit geeigneten Werkzeugen automatisch in ablauffähige Testfälle übersetzt werden.

#### Testdatenerstellung und Testskripterstellung
Da die Anzahl möglicher Eingabewerte und Abläufe eines Programms oft sehr groß ist, müssen bei der Generierung von Testfällen aus Testspezifikationen Eingabedaten und Abläufe gemäß der zu erzielenden Testabdeckung ausgewählt werden. Zur Testdatenerstellung kann dabei oft das Datenmodell der Software genutzt werden, zur Testskripterstellung werden beim modellbasierten Testen Verhaltensmodelle der Software verwendet. Lösungen, die ohne Skripten auskommen, sind auf dem kommerziellen Markt auch verfügbar.

### Testdurchführung
Die Testdurchführung erfolgt heute weitgehend durch vollautomatische Testwerkzeuge. Abhängig vom Zielsystem kommen hier Unit-Test-Tools, Testsysteme für Grafische Benutzeroberflächen, Lasttestsysteme, Hardware-in-the-loop-Prüfstände oder andere Werkzeuge zum Einsatz.

### Testauswertung
Zur Testauswertung muss das erhaltene Testergebnis mit dem Erwartungswert verglichen werden. Im einfachsten Fall ist hier nur ein Tabellenvergleich vorzunehmen; falls das Sollverhalten allerdings durch logische Constraints definiert ist oder extrem komplexe Berechnungen enthält, kann das so genannte Orakelproblem auftreten. Werden zwei Software-Versionen oder zwei Testzyklen und damit zwei Testergebnisse gegen das Soll-Ergebnis verglichen, so lassen sich Tendenzaussagen und Qualitätsstatistiken berechnen.

### Testdokumentation
Bei der Testdokumentation wird aus den erhaltenen Testergebnissen ein nachvollziehbarer und verständlicher Testbericht erzeugt. Hierfür können Dokumentgeneratoren und Schablonenwerkzeuge eingesetzt werden.

### Testadministration
Aufgabe der Testadministration ist die Verwaltung und Versionierung von Testsuiten sowie die Bereitstellung einer adäquaten Benutzungsumgebung. Neben Standardwerkzeugen (z. B. CVS, Eclipse) gibt es eine Reihe von Spezialwerkzeugen, die speziell auf die Belange des Softwaretests zugeschnitten sind.

## Universelle Architektur zur Testautomatisierung

Universelle Testsystem-Architektur

Für die Automatisierung der oben genannten Aktivitäten existieren verschiedene Tools. Diese fokussieren stets die Lösung spezieller Aufgaben und unterscheiden sich in Bedienphilosophie, Syntax und Semantik. Daher ist es oft schwierig, die richtigen Tools für eine bestimmte Menge von Aktivitäten auszuwählen bzw. die Tools richtig einzusetzen.  Eine Strukturierung und Einordnung der automatisierbaren Aktivitäten zur abstrahierten lösungsneutralen Toolfunktionalität bietet die universelle Testsystem-Architektur. Dazu definiert sie fünf Funktionsebenen: Testmanagement, Testausführung und -auswertung, Testbettsteuerung, Testobjektstimulation und -beobachtung sowie Testobjektumgebung. Die Testsystem-Architektur unterstützt die Integration vorhandener Test-Tools und -Komponenten in Testsysteme und stellt somit eine universelle Grundlage zur Testautomatisierung dar.